# Elezioni provinciali in Italia del 1996

## Elezioni provinciali del 9 giugno

### Provincia di Caserta
| Candidati                      | Candidati                              | Voti                           | %    | Liste                                    | Voti    | %    | Seggi |
| ------------------------------ | -------------------------------------- | ------------------------------ | ---- | ---------------------------------------- | ------- | ---- | ----- |
|                                | Riccardo Ventre Accede al ballottaggio | 205.157                        | 40,5 | Alleanza Nazionale                       | 56.486  | 13,6 | 6     |
| Forza Italia                   | Riccardo Ventre Accede al ballottaggio | 205.157                        | 40,5 | 54.505                                   | 13,2    | 6    |       |
| Centro Cristiano Democratico   | Riccardo Ventre Accede al ballottaggio | 205.157                        | 40,5 | 49.445                                   | 11,9    | 5    |       |
| Cristiani Democratici Uniti    | Riccardo Ventre Accede al ballottaggio | 205.157                        | 40,5 | 44.721                                   | 10,8    | 5    |       |
|                                | Mario De Blasio Accede al ballottaggio | 165.640                        | 40,0 | Partito Democratico della Sinistra       | 71.347  | 17,2 | 5     |
| Partito Popolare Italiano      | Mario De Blasio Accede al ballottaggio | 165.640                        | 40,0 | 63.890                                   | 15,4    | 4    |       |
| Rinnovamento Italiano          | Mario De Blasio Accede al ballottaggio | 165.640                        | 40,0 | 30.403                                   | 7,4     | 2    |       |
| Seggio al candidato presidente | Seggio al candidato presidente         | Seggio al candidato presidente | 40,0 | 1                                        |         |      |       |
|                                | Enrico Milani                          | 35.437                         | 8,6  | Partito della Rifondazione Comunista (A) | 35.437  | 8,6  | 2     |
|                                | Mario De Florio                        | 7.807                          | 1,9  | Movimento Sociale Fiamma Tricolore       | 7.807   | 1,9  | -     |
| Totale                         | Totale                                 | 414.041                        |      |                                          | 414.041 |      | 36    |

- La lista contrassegnata con la lettera A è apparentata al secondo turno con il candidato presidente Mario De Blasio.

Ballottaggio
| Candidati | Candidati                     | Voti | %    |
| --------- | ----------------------------- | ---- | ---- |
|           | Riccardo Ventre ✔️ Presidente |      | 51,9 |
|           | Mario De Blasio               |      | 48,1 |
| Totale    |                               |      |      |

## Elezioni provinciali del 17 novembre

### Provincia di Trieste
| Candidati                        | Candidati                            | Voti                           | %    | Liste                                | Voti    | %    | Seggi |
| -------------------------------- | ------------------------------------ | ------------------------------ | ---- | ------------------------------------ | ------- | ---- | ----- |
|                                  | Renzo Codarin Accede al ballottaggio | 53.351                         | 48,8 | Alleanza Nazionale                   | 27.321  | 25,0 | 7     |
| Forza Italia - Lista per Trieste | Renzo Codarin Accede al ballottaggio | 53.351                         | 48,8 | 21.111                               | 19,3    | 6    |       |
| CCD - CDU                        | Renzo Codarin Accede al ballottaggio | 53.351                         | 48,8 | 4.919                                | 4,5     | 1    |       |
|                                  | Adele Pino Accede al ballottaggio    | 30.249                         | 27,6 | Partito Democratico della Sinistra   | 16.281  | 14,9 | 4     |
| Partito Popolare Italiano        | Adele Pino Accede al ballottaggio    | 30.249                         | 27,6 | 5.626                                | 5,1     | 1    |       |
| Lista Trieste 2000               | Adele Pino Accede al ballottaggio    | 30.249                         | 27,6 | 5.172                                | 4,7     | 1    |       |
| Alleanza Verde                   | Adele Pino Accede al ballottaggio    | 30.249                         | 27,6 | 3.170                                | 2,9     | -    |       |
| Seggio al candidato presidente   | Seggio al candidato presidente       | Seggio al candidato presidente | 27,6 | 1                                    |         |      |       |
|                                  | Dennis Visioli                       | 12.361                         | 11,3 | Partito della Rifondazione Comunista | 12.361  | 11,3 | 2     |
|                                  | Mario Bussani                        | 7.670                          | 7,0  | Lega Nord                            | 7.670   | 7,0  | 1     |
|                                  | Laura Tamburini                      | 3.865                          | 3,5  | Slovenska Skupnost                   | 3.865   | 3,5  | -     |
|                                  | Pier Paolo Della Valle               | 1.280                          | 1,2  | Lista civica                         | 1.280   | 1,2  | -     |
|                                  | Pietro Rosenwirth                    | 697                            | 0,6  | Coalizione Umanista                  | 697     | 0,6  | -     |
| Totale                           | Totale                               | 109.743                        |      |                                      | 109.473 |      | 24    |

Ballottaggio
| Candidati | Candidati                   | Voti | %    |
| --------- | --------------------------- | ---- | ---- |
|           | Renzo Codarin ✔️ Presidente |      | 59,0 |
|           | Adele Pino                  |      | 41,0 |
| Totale    |                             |      |      |